# 와카야마시
와카야마시(일본어: 和歌山市)는 일본 와카야마현 북부에 있는 시이자 와카야마현의 현청 소재지이다. 1997년에 중핵시로 지정되었다.
에도 시대에는 도쿠가와 이에야스의 아들을 시조로 한 와카야마번(기이번 또는 기슈번이라고도 함)이 통치했고, 에도 막부 제8대 쇼군 도쿠가와 요시무네와 제14대 쇼군 도쿠가와 이에모치는 와카야마번 출신이다.
면적은 와카야마현 전체의 약 4%에 불과하지만 인구는 현 전체의 약 40%를 차지한다. 그러나 최근에는 중심 시가지가 쇠퇴하고 있으며 인구도 감소하고 있다.

## 지리
기노강 하구에 위치하고 있으며, 시가지는 거의 남안에 위치한다. 중심 시가지는 와카야마성의 성시로서의 흔적이 남아 있는 작은 마을들이 점재한다.

### 인접하는 자치체
- 가이난시, 기노카와시, 이와데시
- 오사카부 한난시, 센난군 미사키 정
- 효고현 스모토시(기탄해협을 사이에 두고 접함)

## 역사
5세기부터 7세기 사이에 이와세센즈카 고분군이 축조되었다. 1585년에 도요토미 히데요시의 명을 받은 도요토미 히데나가에 의해 와카야마성의 축성이 시작되었다. 1600년에 세키가하라 전투에서 도쿠가와씨 편에 선 아사노 요시나가가 기이국 와카야마에 37만 6천 석을 받고 와카야마성에 입성하였다. 1619년 7월 19일에는 도쿠가와 요리노부가 기이 와카야마에 55만 5천 석을 받고 와카야마성에 입성해 기슈 도쿠가와가를 창설하였다.
1889년 4월 1일에 시정촌제 시행으로 와카야마시가 성립되었고 이후 가이소군의 많은 정촌들을 편입하였다. 1997년 4월 1일에 중핵시로 지정되었다.

## 교육
- 와카야마 대학
- 와카야마 현립의료대학(일본어판)
- 와카야마 신아이 여자단기대학(일본어판)

## 교통

### 철도
- 서일본 여객철도
  - 한와선
    - (← 오사카부 한난시) - 기이역 - 무소타역 - 기이나카노시마역 - 와카야마역

  - 기세이 본선
    - (← 가이난시) - 기미이데라역 - 미야마에역 - 와카야마역 - 기와역 - 와카야마시역

  - 와카야마선
    - (← 이와데시) - 기이오구라역 - 호시다역 - 센다역 - 다이노세역 - 와카야마역

- 와카야마 전철
  - 기시가와선
    - 와카야마역 - 다나카구치역(일본어판) - 니치젠구역(일본어판) - 고자키역 (와카야마현)(일본어판) - 가마야마역(일본어판) - 고쓰센터마에역(일본어판) - 오자키마에역(일본어판) - 기레역(일본어판) - 이다키소역(일본어판)- 산도역(일본어판) - (기노카와시 →)

- 난카이 전기 철도
  - 본선
  - 가다선
  - 와카야마코선(일본어판)

### 도로
- 한와 자동차도
- 게이나와 자동차도(일본어판)
- 국도 24호선
- 국도 26호선
- 국도 42호선

## 기후
| 와카야마시의 기후                                            | 와카야마시의 기후 | 와카야마시의 기후 | 와카야마시의 기후 | 와카야마시의 기후 | 와카야마시의 기후 | 와카야마시의 기후 | 와카야마시의 기후 | 와카야마시의 기후 | 와카야마시의 기후 | 와카야마시의 기후 | 와카야마시의 기후 | 와카야마시의 기후 | 와카야마시의 기후 |
| 월                                                           | 1월               | 2월               | 3월               | 4월               | 5월               | 6월               | 7월               | 8월               | 9월               | 10월              | 11월              | 12월              | 연간              |
| ------------------------------------------------------------ | ----------------- | ----------------- | ----------------- | ----------------- | ----------------- | ----------------- | ----------------- | ----------------- | ----------------- | ----------------- | ----------------- | ----------------- | ----------------- |
| 역대 최고 기온 °C (°F)                                       | 21.2 (70.2)       | 22.0 (71.6)       | 24.5 (76.1)       | 30.0 (86.0)       | 32.4 (90.3)       | 35.3 (95.5)       | 37.8 (100.0)      | 38.5 (101.3)      | 35.8 (96.4)       | 32.3 (90.1)       | 27.7 (81.9)       | 25.2 (77.4)       | 38.5 (101.3)      |
| 일평균 최고 기온 °C (°F)                                     | 9.8 (49.6)        | 10.7 (51.3)       | 14.3 (57.7)       | 19.7 (67.5)       | 24.3 (75.7)       | 27.1 (80.8)       | 31.1 (88.0)       | 32.6 (90.7)       | 29.0 (84.2)       | 23.4 (74.1)       | 17.9 (64.2)       | 12.5 (54.5)       | 21.0 (69.8)       |
| 일일 평균 기온 °C (°F)                                       | 6.2 (43.2)        | 6.7 (44.1)        | 9.9 (49.8)        | 15.1 (59.2)       | 19.7 (67.5)       | 23.2 (73.8)       | 27.2 (81.0)       | 28.4 (83.1)       | 24.9 (76.8)       | 19.3 (66.7)       | 13.8 (56.8)       | 8.6 (47.5)        | 16.9 (62.4)       |
| 일평균 최저 기온 °C (°F)                                     | 2.9 (37.2)        | 3.1 (37.6)        | 5.8 (42.4)        | 10.7 (51.3)       | 15.6 (60.1)       | 20.1 (68.2)       | 24.3 (75.7)       | 25.1 (77.2)       | 21.5 (70.7)       | 15.6 (60.1)       | 9.9 (49.8)        | 5.1 (41.2)        | 13.3 (55.9)       |
| 역대 최저 기온 °C (°F)                                       | −6.0 (21.2)       | −5.4 (22.3)       | −4.0 (24.8)       | −1.4 (29.5)       | 3.7 (38.7)        | 9.0 (48.2)        | 14.4 (57.9)       | 13.5 (56.3)       | 11.2 (52.2)       | 4.3 (39.7)        | −0.6 (30.9)       | −3.0 (26.6)       | −6.0 (21.2)       |
| 평균 강수량 mm (인치)                                        | 48.7 (1.92)       | 62.0 (2.44)       | 96.9 (3.81)       | 98.4 (3.87)       | 146.6 (5.77)      | 183.5 (7.22)      | 175.8 (6.92)      | 101.8 (4.01)      | 181.3 (7.14)      | 160.8 (6.33)      | 95.9 (3.78)       | 62.7 (2.47)       | 1,414.4 (55.69)   |
| 평균 강설량 cm (인치)                                        | 0 (0)             | 1 (0.4)           | 0 (0)             | 0 (0)             | 0 (0)             | 0 (0)             | 0 (0)             | 0 (0)             | 0 (0)             | 0 (0)             | 0 (0)             | 0 (0)             | 1 (0.4)           |
| 평균 강수일수 (≥ 0.5 mm)                                     | 7.2               | 7.9               | 10.3              | 10.0              | 10.4              | 12.5              | 10.6              | 7.2               | 10.2              | 9.6               | 7.3               | 7.7               | 111.1             |
| 평균 상대 습도 (%)                                           | 61                | 61                | 60                | 61                | 64                | 72                | 73                | 70                | 69                | 67                | 66                | 63                | 66                |
| 평균 월간 일조시간                                           | 135.8             | 143.1             | 179.6             | 196.9             | 207.6             | 157.6             | 206.1             | 239.9             | 173.2             | 169.9             | 147.7             | 135.4             | 2,100.1           |
| 출처: 일본 기상청 (평년값: 1991년~2020년, 극값: 1879년~현재) |                   |                   |                   |                   |                   |                   |                   |                   |                   |                   |                   |                   |                   |

## 인구
| 연도 | 인구    | ±%     |
| ---- | ------- | ------ |
| 1960 | 285,155 | —      |
| 1970 | 365,267 | +28.1% |
| 1980 | 400,802 | +9.7%  |
| 1990 | 396,553 | −1.1%  |
| 2000 | 386,551 | −2.5%  |
| 2010 | 369,400 | −4.4%  |

## 자매 도시
- 미국 캘리포니아주 베이커즈필드
- 대한민국 제주특별자치도 제주시
- 캐나다 브리티시컬럼비아주 리치먼드
- 중화인민공화국 산둥성 지난시

## 같이 보기
- 아와시마 신사